# 39. Sinfonie (Michael Haydn)
Die Sinfonie Nr. 39 C-Dur Perger 31 komponierte Michael Haydn im Jahr 1788.

## Allgemeines
Die Sinfonie Nr. 39 zeichnet sich durch folgende Besonderheiten aus:
- „Man beachte den Gebrauch der Trompeten in ihrer tiefsten Lage ... was sich ebenfalls in Mozarts „Jupiter“-Symphonie wiederfindet;“[1]
- „Haydns geschickte Verwendung von Hörnern in E und D im langsamen Satz, um den Tonumfang, der durch die klappenlosen Instrumente gegeben war, zu vergrößern.“[1]
- polyphone Technik im Finalsatz (Fugato).

Ebenfalls sicher 1788 entstanden die Sinfonien Nr. 34 und 41, letztere mit einer „richtigen“ Fuge als Schlusssatz.

## Zur Musik
Besetzung:  zwei Oboen, vier Hörner in G, C, E, D, zwei Trompeten, Pauken, 2 Violinen, Viola, Cello, Kontrabass. Zur Verstärkung der Bass-Stimme wurden damals auch ohne gesonderte Notierung Fagott und Cembalo (sofern im Orchester vorhanden) eingesetzt, wobei über die Beteiligung des Cembalos in der Literatur unterschiedliche Auffassungen bestehen. 

Aufführungszeit: ca. 11–13 Minuten.

### 1. Satz: Allegro con spirito
C-Dur, 3/4-Takt, 238 Takte 

Der Satz ist in Sonatensatzform geschrieben, ohne Expositionswiederholung.

### 2. Satz: Andante
G-Dur, 2/4-Takt, 56 Takte 

Einfache zweiteilige Form, mit tiefen Noten für Trompeten. 

### 3. Satz: Finale-Fugato. Molto vivace
C-Dur, 2/2-Takt, 336 Takte, Mischung aus Fuge und früher Sonatensatzform: Fugato 

Das Hauptmotiv des Satzes beginnt mit zwei ganzen Noten. Die Hörner und Trompeten spielen einen Rhythmus wie die Hörner und Trompeten in Mozarts „Jupiter“-Sinfonie.

## Schallplattenaufnahmen
- Pál Németh und Capella Savaria, mit Generalbass
- Johannes Goritzki und Deutsche Kammerakademie Neuss, ohne Generalbass
- Hans-Peter Frank und Helsingborger Sinfonieorchester, ohne Generalbass